# Маркер (робототехническая платформа)
«Маркер» — военный многофункциональный робототехнический комплекс (беспилотное наземное транспортное средство) на колёсном и гусеничном ходу.

## История
Проект платформы «Маркер» разрабатывался с 2018 года компанией «Андроидная техника», совместно с Фондом перспективных исследований (ФПИ). Работы были завершены в январе 2022 года. Представлен на форуме «Армия-2022».
С февраля 2023 года комплекс испытывается в зоне вторжения на территорию Украины.

## Описание

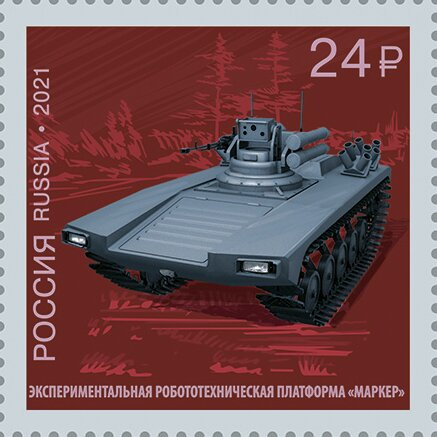
Почтовая марка 2021 год

«Маркер» — модульная робототехническая платформа, имеющая десятки различных модулей под разные задачи. В «Маркере» применена функция беспилотного автомобиля, используется модульная многоспектральная система технического зрения и нейросети. Имеет 2 колесные и 3 гусеничные автономные платформы, способные форсировать водные препятствия глубиной до 0.8 метров.

### Варианты
Военные варианты имеют алгоритмы для компьютерного распознавания техники по изображению с видеокамер.

#### Разведывательный комплекс
Имеет подвесные дроны на силовом кабеле. Это позволяет решить несколько проблем: избавиться от аккумуляторных батарей на дроне, защититься от радиоподавления (РЭБ) и не потерять дрон. Запуск дрона на высоту, например, 150 метров может обеспечить видимость до 20 километров.

#### Боевая комплектация
Может оснащаться пулемётами, ПТРК, АГС и другими огневыми средствами, оборудованием для поражения беспилотников . А также нести военное и медицинское снаряжение и два вида беспилотных летательных аппаратов (БЛА): кассетные и привязные.
В «Маркере» использована новая схема приводных решений. Опорно-поворотный модуль имеет безредукторный прямой привод, который позволяет обеспечивать разворот до 400° за секунду и высокую точность позиционирования. В центре модуля расположен оптико-электронный приборный блок, ведущий наблюдение, захват объекта и его сопровождение, он имеет собственные приводы. Справа и слева от него размещены приводы для установки полезной нагрузки, которые действуют отдельно, не связанно между собой. Такая компоновка позволяет вести поражение целей различными типами вооружения одновременно.

#### Охранник
Оснащён сенсорами разной природы (видимый диапазон, инфракрасные диапазоны, радиолокационный). По сценарию, при прямом обнаружении нарушителей «Маркер» дает сигнал дежурному охраны, включает звуковые предупреждения и начинает сопровождение непрошеного гостя, используя при необходимости расположенный на платформе БЛА. Версия создана для обеспечения безопасности закрытых объектов, требующих постоянного патрулирования протяженной территории с малыми интервалами, особенно когда речь идет о суровых климатических условиях.

#### Робот-курьер
В этой конфигурации платформа оснащена системой погрузки и выгрузки контейнера. Может в автоматическом режиме приехать в нужное место, самостоятельно забрать специальный модуль с грузами, перевезти в другое место и выгрузить на землю.